# Obrazki z życia
Obrazki z życia – polski film komediowy z 1975, złożony z siedmiu nowel, w reżyserii: Jerzego Domaradzkiego, Feliksa Falka, Agnieszki Holland, Andrzeja Kotkowskiego, Jerzego Obłamskiego, Krzysztofa Gradowskiego i Barbary Sass-Zdort.
Lokacje: Warszawa (schody ruchome przy trasie W-Z, Teatr Wielki, ul. Marszałkowska, Plac Teatralny z Pomnikiem Nike, Plac Bankowy). 
Nazwisko Andrzeja Kotkowskiego jako autora scenariusza nie występuje w napisach filmu, informacja za Filmowym Serwisem Prasowym 1975 nr 17, s. 27.

## Charakterystyka
Scenariusze wszystkich siedmiu filmowych nowel powstały na podstawie felietonów Jerzego Kibica (pseud. Jerzego Urbana), które drukowano od lat sześćdziesiątych dwudziestego wieku w Kulisach – był to popularny weekendowy dodatek do Expressu Wieczornego. Autor tych krótkich, satyrycznych publikacji opisywał znane w latach 60. i 70. z wokandy sądowej, kontrowersyjne, jak też całkowicie kuriozalne sprawy, które stały się pretekstem do wyśmiewania przywar polskiego społeczeństwa. Wybrane felietony Jerzego Urbana zekranizowali w 1975, debiutujący w tamtym czasie reżyserzy, zgrupowani wówczas w Zespole Filmowym „X”. Wśród młodych twórców znalazły się tam m.in. późniejsze „filary” Kina moralnego niepokoju, czyli Jerzy Domaradzki, Agnieszka Holland, Feliks Falk i Barbara Sass-Zdort. Podczas realizacji tych produkcji wsparli ich znani polscy aktorzy, którzy w epizodach dali częstokroć znakomity pokaz swojego kunsztu.

## Lista odcinków
- odcinek 1 – Romans (reż. Jerzy Domaradzki)
- Obsada aktorska:
- Bogdan Baer – redaktor Felicjan
- Jerzy Kamas – Franciszek Piotrowski, sąsiad kochanka Marysi
- Kazimierz Kaczor – sierżant MO
- Halina Kowalska – Marysia, żona redaktora
- Włodzimierz Nowak – kochanek Marysi
- Bohdan Ejmont – komendant MO

- odcinek 2 – Aktorka (reż. Feliks Falk)
- Obsada aktorska:
- Joanna Sienkiewicz – aktorka Krystyna
- Zbigniew Zapasiewicz – impresario Krystyny
- Barbara Bargiełowska – kierowniczka klubu
- Józef Kalita – przewodniczący rady zakładowej
- Leszek Kowalewski – mężczyzna rozmawiający z impresariem na scenie (nie występuje w czołówce)
- Alicja Migulanka – kobieta na „występie” Krystyny

- odcinek 3 – Dziewczyna i „Akwarius” (reż. Agnieszka Holland)
- Obsada aktorska:
- Grażyna Klepka – Bożena
- Marek Bargiełowski – psycholog
- Stanisław Jaroszyński – oficer MO przesłuchujący Bożenę
- Jacek Kleyff – kierownik zespołu beatowego
- Teresa Lipowska – matka Bożeny
- Jerzy Bogajewicz – członek zespołu „Akwarius” (nie występuje w napisach)
- Eugeniusz Robaczewski – ojciec Bożeny (nie występuje w czołówce)
- Michał Tarkowski – organizator koncertu (nie występuje w czołówce)

- odcinek 4 – Spór (reż. Andrzej Kotkowski)
- Obsada aktorska:
- Józef Pieracki – sędzia
- Wojciech Pszoniak – muzyk Jerzy Wojciechowski, trzeci klawesynista w operetce
- Danuta Rinn – Krystyna Wojciechowska
- Andrzej Szczepkowski – adwokat Wojciechowskiego
- Zofia Czerwińska – ławniczka
- Jerzy Januszewicz – ławnik
- Marek Kępiński – adwokat Wojciechowskiej
- Obsada dubbingu: Władysław Kowalski – sędzia - rola Józefa Pierackiego (nie występuje w napisach)

- odcinek 5 – Bluzeczka (reż. Jerzy Obłamski)
- Obsada aktorska:
- Jolanta Bohdal – Luba
- Jolanta Lothe – Kazia Szymczak
- Andrzej Niemira – piosenkarz Tadeusz Barański
- Zygmunt Zintel – urzędnik USC
- Marek Perepeczko – mężczyzna w lokalu niepodobny do Janosika
- Helena Gruszecka – babcia klozetowa (nie występuje w napisach)
- Eugenia Herman – kobieta w lokalu (nie występuje w napisach)
- Edward Rauch – mężczyzna tańczący w lokalu (nie występuje w napisach)

- odcinek 6 – Sprawa mydła (reż. Krzysztof Gradowski)
- Obsada aktorska:
- Henryk Bąk – dyrektor przedsiębiorstwa
- Bożena Dykiel – urzędniczka Kowalska
- Janina Nowicka – urzędniczka Kwiatkowska
- Zdzisław Maklakiewicz – Sobierajski, przewodniczący rady zakładowej
- Krzysztof Świętochowski – Szopka, kierownik administracyjny
- Franciszek Trzeciak – Słodowy, kierownik działu planowania
- Janusz Zakrzeński – Batoga, szef kadr
- Barbara Burska – Grażynka, sekretarka dyrektora
- Wacław Kowalski – portier
- Tomasz Marzecki – goniec
- Danuta Wodyńska – urzędniczka

- odcinek 7 – Literat (reż. Barbara Sass-Zdort)
- Obsada aktorska:
- Adam Hanuszkiewicz – dyrektor teatru
- Jan Himilsbach – fałszywy literat
- Andrzej Seweryn – literat
- Maria Czubasiewicz – sekretarka dyrektora teatru
- Anna Falkiewicz – dziewczyna literata
- Juliusz Lubicz-Lisowski – lekarz w szpitalu (nie występuje w czołówce)
- Zdzisław Szymański – odwiedzający literata w szpitalu (nie występuje w czołówce)

## Lista odcinków niepublikowanych
- odcinek 8 – Wesele i pogrzeb (reż. Jan Budkiewicz; tytuł alternatywny: Komu radość, komu płacz i in.)
- Obsada aktorska:
- Hanna Skarżanka – matka panny młodej
- Ewa Borowik
- Adam Perzyk
- Krzysztof Litwin

- odcinek 9 – Dziewczęta na ekrany (reż. Krzysztof Wierzbiański)
- Obsada aktorska nieznana

- Pozostali aktorzy, biorący udział w filmie:
- Piotr Borowy – obsada aktorska
- Joanna Sobieska – obsada aktorska
- Andrzej Swat – obsada aktorska